# Heteroprox
L'eteroproce (gen. Heteroprox) è un mammifero artiodattilo estinto, appartenente ai cervidi. Visse nel Miocene medio (circa 16 - 11 milioni di anni fa) e i suoi resti fossili sono stati ritrovati in Europa.

## Descrizione
Questo animale era leggermente più grande rispetto ad altri cervidi primitivi come Stehlinoceros e Procervulus, e doveva superare il metro d'altezza al garrese. Il peso doveva aggirarsi intorno ai 35 chilogrammi. Le zampe erano molto allungate e il metatarso presentava un solco chiuso nella parte inferiore da un ponte osseo. Il cranio era dotato di due palchi brevi e biforcuti, in cui lo spuntone posteriore si diramava dal ramo principale; queste "corna" erano già veri e propri palchi, con tanto di rosette che separavano la parte nuda dallo stelo ricoperto di pelle. Le corna erano quindi caduche. Sul bordo dell'orbita era presente un doppio orifizio lacrimale. 

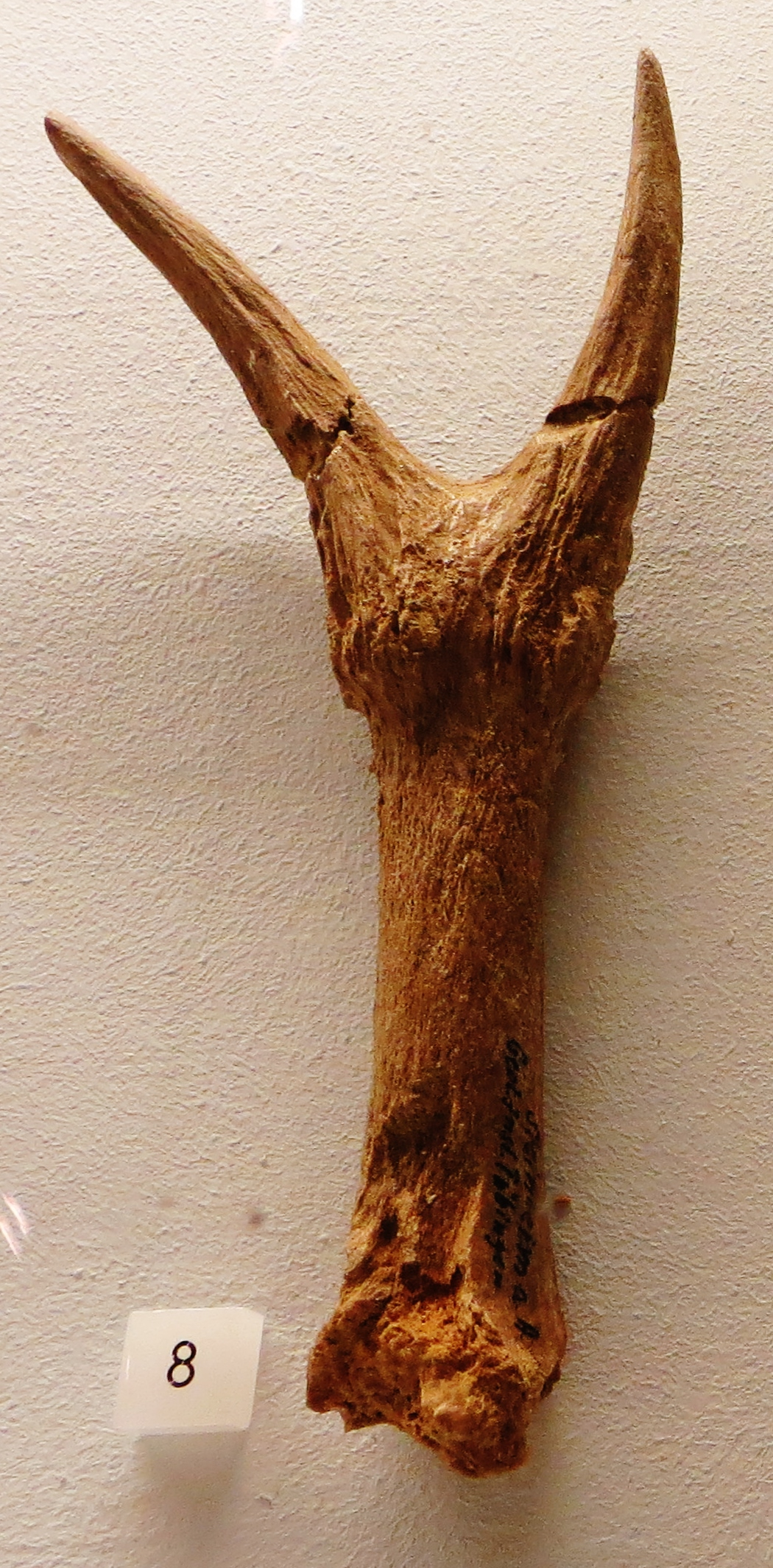
Corno di Heteroprox larteti

## Classificazione
I resti fossili di questo animale, descritti per la prima volta nel 1928 da Stehlin, sono stati ritrovati in varie zone d'Europa (Germania, Spagna, Francia, Austria, Serbia e Slovacchia) in terreni del Miocene medio. Heteroprox è considerato uno dei cervidi più primitivi, affine agli odierni muntiacini ma più evoluto rispetto alle forme arcaiche come Lagomeryx e Procervulus, ancora sprovvisti di corna caduche. Le specie più note sono Heteroprox eggeri della Germania e H. larteti della Francia; in Turchia è stata ritrovata un'altra specie, H. anatoliensis, dalla dentatura peculiare che richiamava in parte quella degli arcaici paleomericidi. 

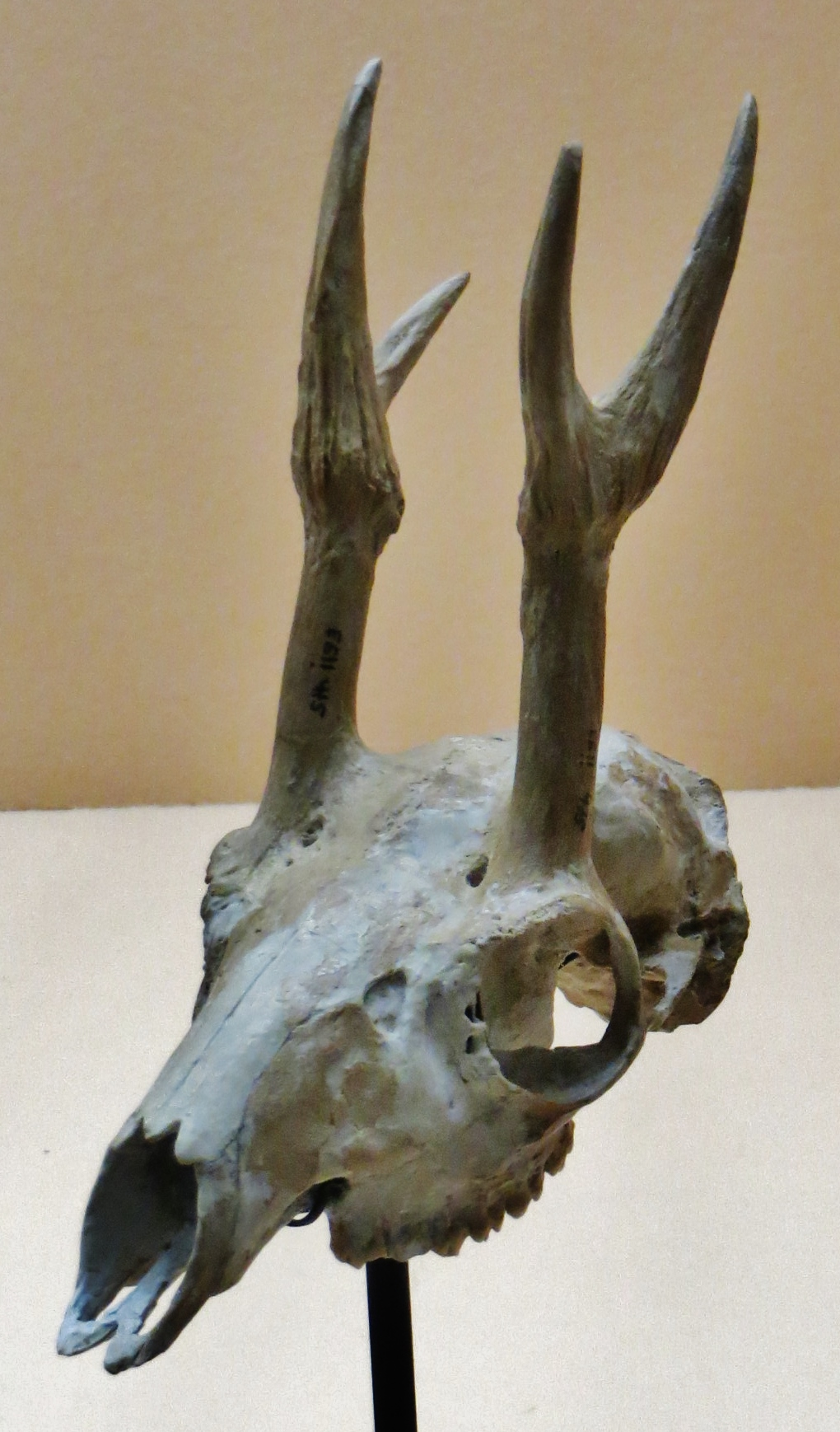
Cranio di Heteroprox larteti

Un genere affine, dalla distribuzione più ampia, è Euprox.

## Paleobiologia
Le proporzioni delle ossa delle zampe di questo cervo indicano che Heteroprox era probabilmente di abitudini semiacquatiche, e viveva in un clima tropicale/temperato in zone umide; la dentatura indica che si nutriva di foglie.